# Saison 1943-1944 de l'AS Saint-Étienne
Chronologie
Saison précédente Saison suivante
Cet article fournit diverses informations sur la saison 1943-1944 de l'AS Saint-Étienne, un club de football français basé à Saint-Étienne (Loire).

## Résumé de la saison
Cette saison est celle de la fin du football professionnel en France. En effet, le colonel Pascot, commissaire aux sports du gouvernement de Vichy avec Pierre Laval et le maréchal Pétain, considérant que le professionnalisme s'oppose à l'idéal sportif, décide de sa suppression et crée un championnat fédéral qui est composé exclusivement d'équipes régionales portant le nom de leur province (ex : Lyon-Lyonnais, Nancy-Lorraine, Reims-Champagne, Paris-Île de France). De fait, les joueurs de l'ASSE se retrouvent dans l'équipe « Lyon-Lyonnais ».
L'ASSE, quant à elle, retrouve donc le statut d'amateur et participe à la division régionale, avec une équipe aux rangs clairsemés. Pierre Guichard, pour qui les décisions sportives du gouvernement en place (notamment ce passage au statut amateur) ne sont pas acceptables, a démissionné l'année précédente mais cherche à contrer cette réquisition des joueurs. Il trouve ainsi une parade en prétextant de l'appartenance en tant qu'employés de Casy, Tax, Jean Lauer et Jean Snella au groupe Casino. Cette astuce sera malheureusement comprise et ces quatre joueurs seront radiés « à vie ». Maître Gabriel Perroudon remplace le président Paul Laval décédé le 6 septembre 1943. Ignace Tax prendra le poste d'entraîneur après sa libération.

## Équipe professionnelle

### Transferts
Sont considérés comme arrivées, des joueurs n’ayant pas joué avec l’équipe 1 la saison précédente.
| Nom                     | Nationalité | Poste     | Transfert           | Provenance/Destination        | Division |
| ----------------------- | ----------- | --------- | ------------------- | ----------------------------- | -------- |
| Arrivées                |             |           |                     |                               |          |
| Maurice Bonnard         |             | Attaquant | -                   | -                             | -        |
| Robert Schinkel         |             | Gardien   | -                   | -                             | -        |
| Antoine Gorius          |             | Gardien   | Transfert           | Lyon OU                       | -        |
| André Soulier           |             | Défenseur | -                   | -                             | -        |
| Pierre Garonnaire       |             | Défenseur | -                   | -                             | -        |
| Jean-Pierre Allier      |             | Milieu    | -                   | -                             | -        |
| Louis Crosignani        |             | Milieu    | -                   | -                             | -        |
| Thomas Lauer            |             | Milieu    | -                   | -                             | -        |
| Jean Lauer              |             | Attaquant | Transfert           | Metz                          | -        |
| Mario Beltramino        |             | Attaquant | -                   | -                             | -        |
| Départs                 |             |           |                     |                               |          |
| René Llense             |             | Gardien   | Transfert           | Équipe fédérale Lyon-Lyonnais | -        |
| Roger Rolhion           |             | Défenseur | Transfert           | Équipe fédérale Lyon-Lyonnais | -        |
| Abdelkader Amar         |             | Défenseur | Transfert           | Équipe fédérale Lyon-Lyonnais | -        |
| Roland Berthet          |             | Défenseur | Retenu en Allemagne | -                             | -        |
| Joseph Rich II          |             | Milieu    | -                   | -                             | -        |
| Emile Robert            |             | Milieu    | Retenu en Allemagne | -                             | -        |
| Joseph Rich I           |             | Milieu    | Transfert           | Équipe fédérale Lyon-Lyonnais | -        |
| Camille Lascioli        |             | Attaquant | Retenu en Allemagne | -                             | -        |
| Jean-François Tenneroni |             | Attaquant | -                   | Association sportive de Bône  | -        |
| François Bonnet         |             | Attaquant | -                   | -                             | -        |
| Jean Bailly             |             | Attaquant | -                   | -                             | -        |

### Championnat
- Statut Amateur, Championnat Tronqué, en effet l'équipe est scindé en deux, une partie dans le championnat amateur sous l'emblême du club et une partie sous l'écusson de la toute nouvelle Équipe fédérale Lyon-Lyonnais.

#### Championnat amateur de l'équipe première
| Date       | N o | Adversaire   | Lieu | Résultat | Buteurs pour Saint-Étienne                  | Points |
| ---------- | --- | ------------ | ---- | -------- | ------------------------------------------- | ------ |
| 12/09/1943 | J01 | Lyon OU      | Ext. | 2 - 1    | Allier                                      | 0      |
| 19/09/1943 | J02 | Annemasse    | Dom. | 5 – 5    | Humbert -, Allier , Beltramino , Crosignani | 1      |
| 03/10/1943 | J03 | FC Annecy    | Ext. | 2 - 0    | -                                           | 1      |
| 10/10/1943 | J04 | Roanne       | Dom. | 0 - 2    | -                                           | 1      |
| 01/11/1943 | J05 | Gap          | Dom. | 3 - 0    | Lauer , Rodriguez                           | 3      |
| 14/11/1943 | J06 | FC Scionzier | Ext. | 3 - 1    | Lauer                                       | 3      |
| 21/11/1943 | J07 | Grenoble     | Dom. | 10 - 1   | Lauer , Tax , Mielkarek , Beltramino        | 5      |
| 12/12/1943 | J08 | FC Lyon      | Ext. | 0 - 5    | Lauer , Tax                                 | 7      |
| 02/01/1944 | J09 | Annemasse    | Ext. | 0 - 3    | Lauer , Richier                             | 9      |
| 16/01/1944 | J10 | FC Annecy    | Dom. | 2 - 1    | Richier                                     | 11     |
| 30/01/1944 | J11 | Roanne       | Ext. | 3 - 2    | Roure , Tax                                 | 11     |
| 20/02/1944 | J12 | Gap          | Ext. | 1 - 4    | Mielkarek , Tax                             | 13     |
| 27/02/1944 | J13 | FC Scionzier | Dom. | 0 – 0    | -                                           | 14     |
| 05/03/1944 | J14 | FC Lyon      | Dom. | 2 - 0    | Tax                                         | 16     |
| 12/03/1944 | J15 | Lyon OU      | Ext. | 2 – 2    | Mielkarek , Lauer                           | 17     |
| 02/04/1944 | J16 | Rive-de-Gier | Ext. | 1 – 1    | Tax                                         | 18     |
| 09/04/1944 | J17 | Rive-de-Gier | Dom. | 4 - 1    | Tax , Hibst , Bonnard , Allier              | 20     |

#### Championnat fédéral de Lyon-Lyonnais avec 4 joueurs de l'ASSE
- Voir les résultats de l'Équipe fédérale Lyon-Lyonnais : Championnat de France de football 1943-1944

### Coupe de France

#### Tableau récapitulatif des matchs
| Date       | N o              | Adversaire          | Lieu       | Résultat | Buteurs pour Saint-Étienne           | Suite                               |
| ---------- | ---------------- | ------------------- | ---------- | -------- | ------------------------------------ | ----------------------------------- |
| 26/09/1943 | 1er tour         | Chazelles/Lyon      | Chazelles  | 9 - 1    | Rodriguez et 5 buteurs inconnus      | Qualifiés pour le 2e tour           |
| 17/10/1943 | 2e tour          | Thiers              | -          | 2 - 1    | Allier                               | Qualifiés pour le 3e tour           |
| 07/11/1943 | 3e tour          | Rive-de-Gier        | -          | 10 - 2   | Tax , Mielkarek , Lauer , Rodriguez  | Qualifiés pour le 4e tour           |
| 28/11/1943 | 4e tour          | Saint-Chamond       | -          | 7 - 0    | Tax , Lauer , Beltramino , Mielkarek | Qualifiés pour les 32èmes de finale |
| 18/12/1943 | 32èmes de finale | Sporting club Vichy | Vichy      | 0 - 1    | Tax                                  | Qualifiés pour les 16èmes de finale |
| 09/01/1944 | 16èmes de finale | Reims               | Saint-Ouen | 6 - 2    | Lauer , Mielkarek , Richier          | Qualifiés pour les 8èmes de finale  |
| 06/02/1944 | 8èmes de finale  | Nancy               | Dijon      | 2 - 1    | Cabannes                             | Éliminés                            |

### Statistiques

#### Buteurs
| Place | Nom                | Championnat amateur | Coupe de France | TOTAL des BUTS |
| 1     | Ignace Tax         | 14 buts             | 7 buts          | 21 buts        |
| 2     | Jean Lauer         | 9 buts              | 9 buts          | 18 buts        |
| 3     | Maryan Mielkarek   | 5 buts              | 4 buts          | 9 buts         |
| 4     | Antoine Rodriguez  | 2 buts              | 5 buts          | 7 buts         |
| 5     | Jean-Pierre Allier | 4 buts              | 2 buts          | 6 buts         |
| 6     | Aimé Richier       | 4 buts              | 1 but           | 5 buts         |
| 7     | Mario Beltramino   | 2 buts              | 2 buts          | 4 buts         |
| 8     | Claude Roure       | 1 but               | -               | 1 but          |
| 8     | Louis Crosignani   | 1 but               | -               | 1 but          |
| 8     | Nicolas Hibst      | 1 but               | -               | 1 but          |
| 8     | Maurice Bonnard    | 1 but               | -               | 1 but          |
| 8     | Emile Cabannes     | -                   | 1 but           | 1 but          |
| #     | contre son camp    | 1 but               | -               | 1 but          |
| Total | 12 buteurs         | 45 buts             | 31 buts         | 76 buts        |

Il manque 5 buteurs lors de la première rencontre de Coupe de France contre Chazelles.
Date de mise à jour : le 17 septembre 2014.